# Морнінг стар
Морнінг стар (англ. Morning Star МФА /ˈmɔ:niŋ stɑː/, укр. Ранкова Зірка, також був відомий до 1966 року як — Daily Worker) — щоденний таблоїд лівого скерування, що виходить у Великій Британії, був заснований 1 січня 1930 року.
Під час існування СРСР був дружнім до Радянського Союзу офіційним органом Комуністичної партії Великої Британії.
Видання зосереджує свою увагу на питаннях профспілок і соціалізму. Видавцем газети є People's Press Printing Society (PPPS).
Газета отримувала підтримку Комуністичної партії Радянського Союзу і широко поширювалася в СРСР — єдина британська газета, яка за радянських часів продавалася в мережі кіосків «Союздруку». Серед інших англомовних газет, які також широко розповсюджувалися, були американські Daily World і People's World, канадська Canadian Tribune.
З 2004 випускається онлайн-версія.
За десятиліття тираж газети помітно впав (максимальний тираж 122 тисяч примірників був 1947 року), у 2005—2006 роках, за різними даними, він становив 13—25 тисяч.

## Редактори
| №  | Редактор (укр.)    | Редактор (англ.)   | Роки роботи |
| -- | ------------------ | ------------------ | ----------- |
| 1  | Вілльям Раст       | William Rust       | 1930        |
| 2  | Джіммі Шилдс       | Jimmy Shields      | 1933        |
| 3  | Айдріс Кокс        | Idris Cox          | 1935        |
| 4  | Раджані Палм Датт  | Rajani Palme Dutt  | 1936        |
| 5  | Дейв Спрінґголл    | Dave Springhall    | 1938        |
| 6  | Джон Росс Кемпбелл | John Ross Campbell | 1939        |
| 7  | Вілльям Раст       | William Rust       | 1939        |
| 8  | Джон Росс Кемпбелл | John Ross Campbell | 1949        |
| 9  | Джордж Меттьюс     | George Matthews    | 1959        |
| 10 | Тоні Четер         | Tony Chater        | 1974        |
| 11 | Джон Гейлетт       | John Haylett       | 1995        |
| 12 | Білл Бенфілд       | Bill Benfield      | 2009        |
| 13 | Річард Беґлі       | Richard Bagley     | 2012        |